# Susana Roccatagliata
Susana Lía María Roccatagliata Orsini (Santiago, 22 de enero de 1956) es una periodista, presentadora de televisión y escritora chilena.

## Biografía
Hija de inmigrantes italianos, acudió a la Scuola Italiana de Santiago y, posteriormente, estudió periodismo en la Pontificia Universidad Católica de Chile.
Comenzó su carrera televisiva en 1987, siendo uno de sus primeros trabajos la conducción de Mañana abierta en Televisión Nacional de Chile en 1988.
Durante los noventa fue parte de Canal 13, donde participó en el programa Almorzando en el Trece y Teleduc  condujo el popular programa de concursos El tiempo es oro, junto a Roberto Poblete. Se retiró de la estación en 2000. El año 2001 se integró a Megavisión a conducir el programa El show de emprendedores.

### Retiro de la televisión
Fruto de su relación con el empresario Patricio Reich, con quien se casó en 1977, Roccatagliata tuvo cuatro hijos. El segundo de ellos, Francisco, falleció el 29 de septiembre de 1986, diez días antes de cumplir cinco años. Su muerte se produjo por una reacción alérgica al líquido de contraste que se le inyectó cuando iba a ser sometido a una mielografía por una cojera que su madre detectó al verlo caminar.
Producto de esta pérdida, Roccatagliata fundó la corporación sin fines de lucro Renacer, la cual, desde 1993, brinda apoyo sicológico y social a padres que han perdido hijos.
En 2000 publicó su primer libro Un hijo no puede morir y en 2003, el segundo, ''La otra cara del dolor, publicados por la editorial Grijalbo en 2000 y en 2003, respectivamente. En 2003, la corporación Renacer impulsó un proyecto para crear un parque memorial para recordar a los niños fallecidos, el cual se concretó un año después en los faldeos del Parque Metropolitano de Santiago, específicamente en la comuna de Huechuraba.

## Obras
- Un hijo no puede morir (2000)
- La otra cara del dolor (2003)